# CUS Palermo Pallacanestro
La sezione cestistica del CUS Palermo è una squadra di pallacanestro di Palermo. Gioca al PalaCus, impianto situato all'interno della cittadella sportiva dell'Università degli Studi di Palermo.
I suoi colori sociali sono il giallo e il rosso. La squadra maschile disputa attualmente la Serie C regionale e quella femminile la Serie B2.

## Storia

### Il G.U.F.
Il CUS è discendente diretto del Gruppo Universitario Fascista Palermo, affiliatosi alla FIP il 25 novembre 1930, che conquistò la Serie A nel 1942, e che si dovette ritirare dopo soltanto una partita dal torneo 1942-1943 per l'invasione degli Alleati.

### Gli esordi del CUS
Le prime notizie che si hanno di squadre del CUS risalgono al 1949, quando il Giornale di Sicilia riporta della formazione del CUS Palermo di serie C che, in vista dei Campionati Nazionali Universitari, viene preparata dall'allenatore della nazionale Italiana, l'americano Elliott Van Zandt, definito dagli storici del basket il primo vero coach approdato in Italia.
Successivamente, negli anni cinquanta, il CUS Palermo giocò fra Serie C e Promozione, non riuscendo più a raggiungere i campionati nazionali. Nella stagione 1960-1961, a seguito della riforma dei campionati, il CUS Palermo si ritrova nel girone siciliano della serie B, con giocatori di punta come Modica, D'Acquisto, Bellomo. Durante la stagione 1962-1963 viene inaugurata la palestra del Pensionato Universitario di San Saverio che resterà a lungo l'impianto di casa del CUS Palermo.
Le alterne fortune della squadra dei cussini e la continua riforma dei campionati dovuta al crescente numero di squadre esistenti in Italia, portano gli universitari alla serie D del 1969. Degno di nota è in quella stagione, l'apporto di Vuinovich, Pollara, Anselmo e Bonafede. Negli anni settanta la squadra del CUS Palermo continua ad essere impegnata nei campionati di serie D e Promozione cominciando la sua scalata verso la serie C1 disputata nel 1986-1987. In panchina siede in quella stagione Ludovico Davì e rimangono impressi nella memoria degli appassionati i due derby vinti sul Portorosa che a fine stagione verrà promosso in serie B2.

### Gli anni novanta
Negli anni successivi il CUS torna nel limbo dei campionati regionali. Negli anni novanta siede in panchina Angelo Balducci e il Cus milita per diversi anni nel campionato di C2, sfiorando diverse volte la promozione nel campionato di C1. Finalmente nel 1994-1995 arriva il salto di categoria, dopo un'annata quasi perfetta con due sole sconfitte in tutta la stagione. È l'anno di De Bellis, Pace, Zaffuto, Araniti, Ferioli e Mazzei. L'anno successivo, sempre con Balducci in panchina e grazie ai nuovi innesti di Vito, Sabatini, Papini e Pepoli, la formazione giallo-rossa sfiora addirittura la B2 perdendo in finale con il Caltanissetta. Nella stagione 1996-1997, il CUS si fonde con l'Assobasket del duo Trupiano-Musumeci, acquisendo sia lo staff tecnico che il parco giocatori. I giovanissimi (16-17 anni) Puleo, Nobile, Milici, Urso Manfredi, Urso Marcello, Di Caro affrontano il campionato di C1 ma non riescono a conquistare la salvezza. Il Cus resta in C2 per le restanti 4 stagioni. Gli allenatori che si susseguono sono Giuseppe Terrasi (1997-1998), Luciano Ministero (1998-1999 eliminato in semifinale dei play-off), Piero Musumeci (1999-2000).
La stagione 2000-2001 è l'ultima con il Cus Palermo impegnato in un campionato di C2. La compagine guidata in panchina da Stefano Vannini, con in campo Zaffuto, De Bellis, Mazzei, Montagliani, Pace, Araniti, Ferioli, Crisci, Sinacori, Di Trapani, Lucchesi arriva alla semifinale dei play-off, cedendo solo dopo una vera e propria battaglia a Salemi. L'anno successivo il Cus rinuncia all'iscrizione al campionato di serie C2, saltando di fatto la prima stagione agonistica dopo oltre 50 anni.

### La rifondazione
La rifondazione del settore basket del CUS avviene nella stagione 2002-2003 per mano di Simongiorgio La Pietra e mantiene volontariamente un profilo più basso. La squadra è formata soprattutto da universitari e mette in secondo piano i risultati davanti all'amicizia e al divertimento. Per cinque anni il Cus Palermo partecipa, con lo spirito di chi vuole solo onorare i valori dello sport dilettantistico, al campionato di Promozione cogliendo pochi successi sul campo ma tante soddisfazioni fuori, grazie alla solidità dei rapporti instauratisi fra i componenti della squadra e all'impegno profuso da tutti per il mantenimento degli stessi con il passare del tempo.
La stagione 2007-2008 segna la rinascita del settore maschile. Un gruppo di giovani entusiasti (molti provenienti da categorie superiori), guidati da coach Massimo Giustolisi, arrivano al CUS con l'intento di vincere il campionato di promozione e di aprire un ciclo. L'obiettivo viene subito raggiunto: nella stagione regolare la squadra si classifica al terzo posto conquistando l'accesso ai play-off per l'accesso in serie D e qui supera prima l'Empaf Palermo e poi il Bagheria senza subire alcuna sconfitta.
Nel 2025-2026 è inserita nel Girone P West di Serie C.

## Il settore femminile
Sempre grazie a Simongiorgio La Pietra, nella stagione 2006-2007 nasce il settore femminile del CUS Palermo. La squadra partecipa alla serie C, punto di partenza dei campionati senior. La formazione palermitana, un misto di giovanissime giocatrici alla loro prima esperienza e di atlete con varie stagioni di serie C alle spalle, affronta il girone della Sicilia Occidentale, cogliendo a fine anno il quinto posto. Nel 2007, a pochi giorni dall'inizio del campionato, viene ripescata in serie B Regionale a causa del ritiro della Fortitudo Agrigento.

## Cronistoria

### Maschile
| Cronistoria del Centro Universitario Sportivo Palermo (maschile) |
| --- |
| - 1930 · il Gruppo Universitario Fascista (G.U.F.) di Palermo si affilia alla FIP. - 1935 · 2ª nel Girone A Sicilia di Seconda Divisione. - 1936-1937 · 3ª in Prima Divisione Sicilia, ammessa in Serie B. - 1937-1938 · 2ª nel Girone C di Serie B. - 1938-1939 · 4ª nel Girone C di Serie B. 2ª in Prima Divisione Sicilia. - 1939-1940 · 2ª nel Girone D di Serie B. vince il XVIII Girone di Prima Divisione, eliminato al primo turno per sorteggio. - 1940-1941 · 1ª nel VI Girone di Serie B, 3ª nel Girone Semifinale B. nel X Girone Gruppo B di Prima Divisione. - 1941-1942 · 1º nel Girone IV di Serie B, 1º nel girone finale, perde lo spareggio per il titolo, promosso in Serie A. - 1942-1943 · si ritira dopo la prima giornata della Serie A. - 1947 · fondazione del Centro Universitario Sportivo (C.U.S.) di Palermo. - 1949-1950 · in Serie C. - 1952-1953 · 3º nel Girone R di Serie C. - 1953-1954 · 1º nel Girone R di Serie C, partecipa agli spareggi. - 1954-1955 · 2º nel Girone R di Serie C. - 1961-1962 · 7º nel Girone A di Serie B. - 1969-1970 · 6º nel Girone H di Serie D. - 1985-1986 · 2º nel Girone R di Serie D, promosso in Serie C. - 1986-1987 · 3º nel Girone H di Serie C. - 1989-1990 · 15º nel Girone R di Serie D, retrocesso in Promozione. - 1991-1992 · 12º nel Girone R di Serie D. - 1992-1993 · 5º nel Girone R di Serie D. - 1993-1994 · 3º nel Girone R di Serie D, ammesso in Serie C2. - 1994-1995 · 1º nel Girone Ovest di Serie C2 Sicilia, promosso in Serie C1. - 1995-1996 · 2º nel Girone H di Serie C1, partecipa ai play-off. - 1996-1997 · 17º nel Girone H di Serie C1, retrocesso in Serie C2. - 1997-1998 · 7º nel Girone R di Serie C2. - 1998-1999 · 4º nel Girone R di Serie C2, partecipa ai play-off. - 1999-2000 · 1º nel Girone A di Serie C2 Sicilia, partecipa ai play-off. - 2000-2001 · 3º nel Girone A di Serie C2 Sicilia, partecipa ai play-off. - 2001-2002 · 10º nel Girone A di Serie C2 Sicilia. - 2002-2003 · 10º nel Girone A di Serie C2 Sicilia. - 2007-2008 · 3º nel Girone A di Serie D Sicilia, partecipa ai play-off. - 2008-2009 · 2º nel Girone B di Serie D Sicilia, promosso in Serie C2. - 2009-2010 · 11ª nel Girone A di Serie C2, non si iscrive. - 2011-2012 · 1ª nel Girone B Palermo di Promozione, promossa in Serie D. - 2012-2013 · 4ª nel Girone B di Serie D, semifinalista play-off. - 2013-2014 · 5ª nel Girone Ovest di Serie D, primo turno play-off. - 2014-2015 · 6ª nel Girone Ovest di Serie D, primo turno play-off. - 2015-2016 · 10ª nel Girone Ovest di Serie D. - 2016-2017 · 9ª nel Girone Nord di Serie D, secondo turno play-out. - 2017-2018 · 9ª nel Girone Nord di Serie D. - 2018-2019 · 9ª nel Girone Nord di Serie D, secondo turno play-out. - 2019-2020 · 6ª nel Girone B di Serie D. - 2020-2021 · 1ª in Serie D, promossa in Serie C Silver. - 2021-2022 · 3ª nel Girone Azzurro di Serie C Silver, 7ª nel girone orologio, quarti dei finale play-off. - 2022-2023 · 6ª in Serie C Silver. - 2023-2024 · 8ª in Serie C Unica, quarti dei finale play-off. - 2024-2025 · 11ª nel Girone Q di Serie C, salvo ai play-out. - 2025-2026 · nel Girone P West di Serie C. |

### Femminile
| Cronistoria del Centro Universitario Sportivo Palermo (femminile) |
| --- |
| - · fondazione del Gruppo Universitario Fascista (G.U.F.) di Palermo. - 1937-1938 · 2ª nella XVII Zona Palermo di Prima Divisione. - 1938-1939 · semifinalista in Prima Divisione, si iscrive in Divisione Nazionale. - 1939-1940 · 4ª nel Girone A di Divisione Nazionale, retrocessa in Serie B. - 1940-1941 · 1ª nel Campionato Siciliano di Serie B, 4ª nel Girone Finale. - 1947 · fondazione del Centro Universitario Sportivo (C.U.S.) di Palermo. - 1952-1953 · 3º in Serie B. - 1953-1954 · 3º nel Girone D di Serie B. - 1954-1955 · 7º nel Girone C di Serie B. - 2007-2008 · 7º nel Girone B di Serie B2 Sicilia, 7º nella Poule Retrocessione. - 2008-2009 · in Serie B2 Sicilia, 5º nella Poule Retrocessione. - 2009-2010 · 6º nel Girone A di Serie B2, 6º nella Poule Retrocessione. |